# Управление разведки и анализа
Управление разведки и анализа (англ. Office of Intelligence and Analysis (I&A)) — агентство Министерства внутренней безопасности США, которое отвечает за развитие разведывательных служб в интересах Министерства в целом путём сбора, анализа и распространения данных в масштабах всего Министерства, а также предоставляет данные для других членов разведывательного сообщества США для выработки ответных мер на местном и государственном уровне. Управление занимается не только отслеживанием террористов и их сетей, но и оценками угроз для национальной инфраструктуры США со стороны био-и ядерного терроризма, пандемии заболеваний, угроз для национальных границы США (воздух, земля и море), а также степени радикализации американского общества.
Работа Управления ведётся по четырем основным направлениям:
- улучшение качества и количества предоставляемых данных;
- взаимодействие (интеграция) разведывательных служб Министерства внутренней безопасности США;
- распространение информации о факторах риска (угрозах) среди федеральных и местных органов власти, а также частного сектора;
- поддержание статуса Министерства внутренней безопасности США как эффективного члена разведывательного сообщества США ;

Управление разведки и анализа находится под контролем заместителя секретаря Министерства внутренней безопасности США по разведке и анализу.